# Tatree Seeha
Tatree Seeha (thailändisch ธาตรี สีหา, * 7. Januar 1983 in Nakhon Phanom) ist ein thailändischer Fußballspieler.

## Karriere
Tatree Seeha stand von 2006 bis 2013 bei Army United unter Vertrag. Der Verein aus der thailändischen Hauptstadt Bangkok spielte 2006 in der höchsten Liga des Landes, der Thai Premier League. 2008 musste er mit dem Klub in die zweite Liga absteigen. 2009 wurde er mit der Army Vizemeister der Thai Premier League Division 1 und stieg direkt wieder in die erste Liga auf. Die Hinrunde 2013 wurde er an den Zweitligisten Nakhon Ratchasima FC nach Nakhon Ratchasima ausgeliehen. Nach 154 Spielen für die Army verließ er den Verein Ende 2013. Anfang 2014 unterschrieb er einen Zweijahresvertrag beim Ligakonkurrenten Sisaket FC in Sisaket. Für Sisaket absolvierte er 46 Erstligaspiele. 2016 wechselte er für zwei Jahre zum Nongbua Pitchaya FC. Der Verein aus Nong Bua Lamphu spielte in der dritten Liga, der Regional League Division 2, in der Northern Region. Ende 2016 feierte er mit dem Verein die Meisterschaft und stieg in die zweite Liga auf. Für Nongbua spielte er noch ein Jahr in der zweiten Liga. 2018 kehrte er für ein Jahr zu seinem ehemaligen Verein Sisaket zurück. Mittlerweile spielte der Verein in der zweiten Liga. Nach Vertragsende ging er zum Bankhai United FC. Der Klub aus Ban Khai spielte in der vierten Liga, der Thai League 4, in der Eastern Region. Für Bankhai absolvierte er 29 Viertligaspiele und schoss dabei 16 Tore. Nach einem Jahr verließ er Bankhai und schloss sich dem ebenfalls in der vierten Liga spielenden Nakhon Ratchasima United FC an. Mit dem Klub aus Korat spielte er in der North-Eastern Region der T4.

## Erfolge
Army United
- Thai Premier League Division 1: 2009 (Vizemeister)  ▲

Nongbua Pitchaya FC
- Regional League Division 2 – Northern Region: 2016  ▲